# Liste der Baudenkmäler in Kirchehrenbach
Auf dieser Seite sind die Baudenkmäler in der oberfränkischen Gemeinde Kirchehrenbach zusammengestellt. Diese Tabelle ist eine Teilliste der Liste der Baudenkmäler in Bayern. Grundlage ist die Bayerische Denkmalliste, die auf Basis des Bayerischen Denkmalschutzgesetzes vom 1. Oktober 1973 erstmals erstellt wurde und seither durch das Bayerische Landesamt für Denkmalpflege geführt wird. Die folgenden Angaben ersetzen nicht die rechtsverbindliche Auskunft der Denkmalschutzbehörde.
 Diese Liste gibt den Fortschreibungsstand vom 20. September 2023 wieder und enthält 30 Baudenkmäler.

## Baudenkmäler nach Ortsteilen

### Kirchehrenbach
| Lage                                 | Objekt                                       | Beschreibung | Akten-Nr.              | Bild           |
| ------------------------------------ | -------------------------------------------- | --- | ---------------------- | -------------- |
| Am Ehrenbach 8 (Standort)            | Fachwerkstadel                               | Giebelständiger Satteldachbau mit Fußwalm und Klebdach, 18. Jahrhundert | D-4-74-143-2 Wikidata  | BW             |
| Bahnhofstraße 6 (Standort)           | Fachwerkstadel                               | Giebelständiger Satteldachbau mit Fußwalm, 18. Jahrhundert | D-4-74-143-3 Wikidata  | BW             |
| Bahnhofstraße 23 (Standort)          | Trautnersche Kapelle bzw. St.-Josefs-Kapelle | Wegkapelle, dreiseitig geschlossener massiver Satteldachbau, 1876; mit Ausstattung | D-4-74-143-5 Wikidata  | BW             |
| Dorfplatz 1 (Standort)               | Katholische Pfarrkirche St. Bartholomäus     | Massiver, seitlich gestellter Turm, verputzt, Spitzhelm mit vier Ecktürmchen, Unterbau um 1200, oberstes Geschoss 1599, Langhaus, Saalbau mit eingezogenem, dreiseitig geschlossenem Chor, Sandsteinquaderbau mit Satteldach, Rohbau 1766/67 von Martin Mayer (geweiht 1776), über gotischen Resten des Vorgängerbaues, Sakristeibau wohl 19. Jahrhundert; mit Ausstattung | D-4-74-143-29 Wikidata | weitere Bilder |
| Dorfplatz 1 (Standort)               | Kirchhofummauerung                           | aus, Sandsteinquadern, Stütz- und Brüstungsmauern der Terrasse, um 1770, Freitreppe 1861/62 | D-4-74-143-29          | BW             |
| Hauptstraße 11 (Standort)            | Fachwerkstadel                               | Traufständiger Satteldachbau, bezeichnet „1789“ | D-4-74-143-7 Wikidata  | BW             |
| Hauptstraße 22 (Standort)            | Gasthaus                                     | Über hohem Sockel zweigeschossiger verputzter Satteldachbau, einseitig abgewalmt, Erdgeschoss massiv, Obergeschoss Fachwerk, 18. Jahrhundert, durch Umbauten stark überformt | D-4-74-143-10 Wikidata | weitere Bilder |
| Hauptstraße 25 (Standort)            | Gasthaus                                     | Zweigeschossiger traufständiger Satteldachbau, Erdgeschoss massiv, Obergeschoss in Fachwerk, Mitte 19. Jahrhundert, mit älterem Kern | D-4-74-143-11 Wikidata | weitere Bilder |
| Hauptstraße 25 (Standort)            | Stadel                                       | Hausteinerdgeschoss, Fachwerkobergeschoss, Satteldach, 18. Jahrhundert | D-4-74-143-11          | BW             |
| Hauptstraße 29 (Standort)            | Relieftafel                                  | Inschrift, Stein, bezeichnet „1848“ | D-4-74-143-12 Wikidata | Relieftafel    |
| Hauptstraße 32 (Standort)            | Bauernhaus                                   | Zweigeschossiger traufständiger Satteldachbau, Erdgeschoss massiv, Obergeschoss Fachwerk, 19. Jahrhundert | D-4-74-143-13 Wikidata | Bauernhaus     |
| Hauptstraße 34 (Standort)            | Bauernhaus                                   | Zweigeschossiger traufständiger Satteldachbau, Erdgeschoss massiv, Obergeschoss Fachwerk, erste Hälfte 19. Jahrhundert | D-4-74-143-14          | weitere Bilder |
| Hauptstraße 35 (Standort)            | Bauernhaus                                   | Zweigeschossiger Mansardwalmdachbau, Erdgeschoss massiv, Obergeschoss Fachwerk, bezeichnet „1825“ | D-4-74-143-15 Wikidata | Bauernhaus     |
| Hauptstraße 36 (Standort)            | Stadel                                       | Sandsteinquaderbau mit verbrettertem Fachwerkgiebel, Satteldach, bezeichnet „1851“ | D-4-74-143-16 Wikidata | Stadel         |
| Hauptstraße 45 (Standort)            | Brauereigasthof Sponsel                      | Zweigeschossiger Satteldachbau, massiv, verputzt, hofseitiger Giebel fachwerksichtig, Mitte 19. Jahrhundert | D-4-74-143-18 Wikidata | weitere Bilder |
| Hauptstraße 47 (Standort)            | Fachwerkstadel                               | Satteldach mit Fußwalm, 18. Jahrhundert | D-4-74-143-19 Wikidata | weitere Bilder |
| Kreuzwiesen (Standort)               | Wegkapelle St. Laurentius                    | Massiv verputzt, Satteldach, 17./18. Jahrhundert; mit Ausstattung; Straße nach Pretzfeld | D-4-74-143-42 Wikidata | weitere Bilder |
| Leutenbacher Straße 10 (Standort)    | Fachwerkstadel                               | Satteldach, Fußwalm, 18. Jahrhundert | D-4-74-143-22 Wikidata | BW             |
| Leutenbacher Straße 24 (Standort)    | Fachwerkstadel                               | Satteldach, Fußwalm, 18. Jahrhundert | D-4-74-143-25          | Fachwerkstadel |
| Leutenbacher Straße 28 (Standort)    | Bauernhaus                                   | Eingeschossiges giebelständiges Satteldachhaus, Fachwerk, verputzt, am Giebel freiliegend, 19. Jahrhundert | D-4-74-143-26 Wikidata | Bauernhaus     |
| Leutenbacher Straße 32 (Standort)    | Bauernhaus                                   | Eingeschossiges giebelständiges Satteldachhaus, massiv und Giebelfachwerk, erste Hälfte 19. Jahrhundert | D-4-74-143-28 Wikidata | Bauernhaus     |
| Nähe Hauptstraße (Standort)          | Marter                                       | Toskanische Sandsteinsäule, wohl 17. Jahrhundert; neben Hauptstraße 8 | D-4-74-143-41 Wikidata | BW             |
| Nähe Straße zur Ehrenbürg (Standort) | Fachwerkstadel                               | Auf massivem Sockel, Satteldach mit Fußwalm, 18./19. Jahrhundert | D-4-74-143-39 Wikidata | Fachwerkstadel |
| Pfarrstraße 1 (Standort)             | Ehemaliges Rathaus                           | Zweigeschossiger Walmdachbau mit Haubendachreiter, Erdgeschoss Sandsteinquader, Obergeschoss Riegelfachwerk, mittleres 18. Jahrhundert | D-4-74-143-30 Wikidata | weitere Bilder |
| Pfarrstraße 2 (Standort)             | Pfarrhof: Pfarrhaus                          | Über hohem Sockel zweigeschossiger Sandsteinquaderbau mit Walmdach, 1829/30 von Kaspar Haas oder Georg Simon Haas | D-4-74-143-31 Wikidata | weitere Bilder |
| Pfarrstraße 2 (Standort)             | Pfarrhof: Garten- und Hofeinfriedung         | Sandstein, gleichzeitig | D-4-74-143-31          | BW             |
| Pfarrstraße 2 (Standort)             | Pfarrhof: Brunnen                            | Sandstein, gleichzeitig | D-4-74-143-31          | BW             |
| Pfarrstraße 2 (Standort)             | Pfarrhof: Pfarrscheune                       | Fachwerk mit Halbwalmdach, wohl 17. Jahrhundert | D-4-74-143-31          | BW             |
| Pfarrstraße 4 (Standort)             | Bauernhaus                                   | Giebelständiger erdgeschossiger Satteldachbau, massiv, Sandsteingliederungen und Putz, Fachwerkgiebel, 1854, überformt durch große Zwerchgaube | D-4-74-143-33 Wikidata | BW             |
| Pfarrstraße 5 (Standort)             | Bauernhaus                                   | Zweigeschossiger Satteldachbau mit Fußwalm, Erdgeschoss massiv, Fachwerkobergeschoss, 18. Jahrhundert | D-4-74-143-34 Wikidata | Bauernhaus     |
| Pfarrstraße 9 (Standort)             | Ehemaliges Wohnstallhaus                     | Eingeschossig, Fachwerk, Sattaldach, um 1800, durch moderne Dachgaube überformt | D-4-74-143-36 Wikidata | BW             |
| Straße zur Ehrenbürg 1 (Standort)    | Fachwerkstadel                               | Auf Sandsteinsockel, Satteldach mit Fußwalm und Klebdach, 18. Jahrhundert | D-4-74-143-38 Wikidata | Fachwerkstadel |
| Straße zur Ehrenbürg 6 (Standort)    | Fachwerkstadel                               | Verputzt mit freiliegendem Giebel, Satteldach, erste Hälfte 18. Jahrhundert | D-4-74-143-40 Wikidata | BW             |

### Sankt Walpurgis, Kapelle auf der Ehrenbürg
| Lage                                               | Objekt                                             | Beschreibung | Akten-Nr.     | Bild           |
| -------------------------------------------------- | -------------------------------------------------- | --- | ------------- | -------------- |
| Ehrenbürg; auf dem Plateau des Walberla (Standort) | Katholische St. Walburgiskapelle auf der Ehrenbürg | Flur- bzw. Wegkapelle, dreiseitig geschlossener Satteldachbau, mit Giebeldachreiter, massiver Putzbau mit Eckquaderungen, im Kern um 1360, Veränderungen 16./17. Jahrhundert, zuletzt 1901; mit Ausstattung | D-4-74-175-12 | weitere Bilder |

### Wiesentmühle
| Lage                              | Objekt       | Beschreibung | Akten-Nr.              | Bild      |
| --------------------------------- | ------------ | --- | ---------------------- | --------- |
| Weilersbacher Straße 1 (Standort) | Wiesentmühle | Wassermühle, zweigeschossiger mit nach Osten abgewalmtem Satteldach, Erdgeschoss Sandsteinquader, Obergeschoss Fachwerk, bezeichnet „1800“ | D-4-74-143-37 Wikidata | BW        |
| Weilersbacher Straße 1 (Standort) | Hausfigur    | Marienkrönung von Friedrich Theiler, Anfang 19. Jahrhundert                                                                                | D-4-74-143-37          | Hausfigur |

## Ehemalige Baudenkmäler
| Lage                                              | Objekt         | Beschreibung                            | Akten-Nr.     | Bild           |
| ------------------------------------------------- | -------------- | --------------------------------------- | ------------- | -------------- |
| Kirchehrenbach Leutenbacher Straße 30a (Standort) | Fachwerkstadel | Satteldach mit Fußwalm, 18. Jahrhundert | D-4-74-143-27 | Fachwerkstadel |